# Tilman Büttner
Tilman Büttner (nascut el 22. Gener de 1964) és un director de fotografia alemany.
Després de completar la seva formació com a càmera home a la Universitat per a Cinema i televisió", Konrad Wolf" a Potsdam el 1988, es va concentrar principalment en treballar com a operador de steadicam i va assumir aquest rol en pel·lícules com  Lola rennt i Absolute Giganten.
L'any 2003 va rebre una menció d'honor als Premis Cambra Alemanya (Deutscher Kamerapreis) per a la pel·lícula L'arca russa, que es va rodar en un sol pla-seqüència, així com el premi de millor director de fotografia l'any 2002 en els Premis del cinema europeu.
Büttner va estar actiu com a director i guionista a la sèrie de set parts Heimat in der Strande .

## Filmografia
- 1989: Drei Flaschen Tokaja
- 1990: Tautropfen
- 1993: Vater Mutter Mörderkind
- 1994: Journey Without End
- 1995: Sexy Sadie
- 1997: Lola rennt
- 1999: Absolute Giganten
- 1999: Berlin Babylon
- 1999: Nick Knatterton
- 2000: Gripsholm
- 2000: Nestroi
- 2001: Tattoo
- 2001: Was tun, wenn's brennt?
- 2002: Nackt
- 2002: Anatomie 2
- 2002: Arca Russa
- 2002: Soloalbum
- 2002: Ten minutes older
- 2003: Beyond the sea
- 2003: Der Untergang
- 2003: Stauffenberg
- 2004: Die Bluthochzeit
- 2004: Gespenster
- 2004: NVA
- 2005: Die Luftbrücke
- 2005: Kabale und Liebe
- 2005: Treball Mans Mort
- 2006: Workingman´s Death
- 2006: Yella
- 2007: Warum Männer nicht zuhören und Frauen schlecht einparken